# 8314 Tsuji
8314 Tsuji è un asteroide della fascia principale. Scoperto nel 1997, presenta un'orbita caratterizzata da un semiasse maggiore pari a 3,1797172 UA e da un'eccentricità di 0,1265130, inclinata di 1,48007° rispetto all'eclittica.